# Tanacetum tanacetoides
Tanacetum tanacetoides — вид рослин з роду пижмо (Tanacetum) й родини айстрових (Asteraceae); поширений у Центральній Азії.

## Опис
Багаторічна трава заввишки 20–85 см, з розгалуженим кореневищем. Стебла прямостійні, поодинокі або в пучку, верхні частини щиткоподібно розгалужені, волосисті. Прикореневі листки на ніжках до 6–9 см і мають пластини еліптичні, ≈ 10 × 2.5 см, 2-перисторозсічені, обидві поверхні зелені або сіро-зелені, рідко волосисті; первинні бічні сегменти 10–15-парні; кінцеві сегменти лінійні або яйцеподібні. Стеблові листки схожі, сидячі; самі верхні листки перисторозсічені. Загальне суцвіття — нещільна плосковершинна волоть; квіткових голів 3–10(18). Язичкові квітки білі, верхівка 3-зубчаста. Сім'янки ≈ 2.5 мм. Період цвітіння й плодоношення: червень — серпень.

## Середовище проживання
Поширений у Центральній Азії: Алтай (Росія), Казахстан, Монголія, Сіньцзян (Китай). Населяє скелясті схили.